# Студёный Плёс
Студёный Плёс — посёлок в Междуреченском городском округе Кемеровской области России.

## География
Студеный Плес расположен в юго-восточной части Кемеровской области в таёжной зоне и находится на берегу реки Томь, при впадении ручья Студёный.

## Население
| 2010 |
| ---- |
| 21   |

Национальный состав
Согласно результатам переписи 2002 года, в национальной структуре населения русские составляли 60 %, шорцы	40 % от общей численности населения в 5 жителей.

## Инфраструктура
Пристань. Туристический приют Студеный плес. Пляж.

## Транспорт
В посёлке имеется одноименный остановочный пункт.